# The Osborn Sisters
The Osborn Sisters var en amerikansk country grupp som bestod av tre systrar från Utah, USA.

## Medlemmar
- Kristyn Osborn (f. 24 augusti 1970)
- Kelsi Osborn (f. 21 november 1974)
- Kassidy Osborn (f. 30 oktober 1976)

## Diskografi
Singlar
- 1990 – "Only on the Radio"